# Poliocephalus
Poliocephalus es un género de aves podicipediformes perteneciente a la familia Podicipedidae. Sus dos miembros se encuentran en Australia y Nueva Zelanda. 

## Especies
Las dos especies que contiene el género son:
- Poliocephalus poliocephalus - zampullín canoso;
- Poliocephalus rufopectus -  zampullín maorí.